# Distretto di Ivohibe
Il distretto di Ivohibe è un distretto del Madagascar situato nella regione di Ihorombe. Ha per capoluogo la città di Ivohibe.
La popolazione del distretto è di 55 454 abitanti (censimento 2011).